# Cercospora depazeoides
Cercospora depazeoides är en svampart som först beskrevs av Jean Baptiste Desmazières, och fick sitt nu gällande namn av Pier Andrea Saccardo 1876. Cercospora depazeoides ingår i släktet Cercospora och familjen Mycosphaerellaceae.   Inga underarter finns listade i Catalogue of Life.